# Prepiella procridia
Prepiella procridia là một loài bướm đêm thuộc phân họ Arctiinae, họ Erebidae.